# Exallococcus laureliae
Exallococcus laureliae är en insektsart som beskrevs av Miller och González 1975. Exallococcus laureliae ingår i släktet Exallococcus och familjen filtsköldlöss. Inga underarter finns listade i Catalogue of Life.